# Сауткин, Валерий Вениаминович
Вале́рий Вениами́нович Са́уткин (20 сентября 1943, Ярославль, СССР — 20 декабря 2023, Москва) — известный советский и российский поэт-песенник.

## Биография
Окончил Московский энергетический институт в 1967 году, кандидат технических наук, автор 13 изобретений.
В 1967 году, будучи студентом, Валерий Сауткин получил от комитета комсомола задание организовать вокально-инструментальный ансамбль. В состав ансамбля «Кардиналы» вошли ставшие впоследствии профессиональными музыкантами Юрий Шахназаров и Игорь Кларк. Руководителем был Юрий Шахназаров. Примерно тогда же возникла группа Александра Градского «Скоморохи», которой не хватало бас-гитариста. Градский приходил на концерт «Кардиналов», ему понравился ансамбль, а особенно — игра Шахназарова на бас-гитаре. Шахназаров перешёл в «Скоморохи», а Сауткин написал стихи для некоторых песен группы (в том числе для «Гимна скоморохов» и «Травы-муравы»). Написанную Шахназаровым на стихи Сауткина ещё в «Кардиналах» песню «Мемуары» исполняли и «Скоморохи», и «Аракс». В фильме «Афоня» Георгия Данелия «Аракс» снялся, исполняя эту песню. В составе были бывшие музыканты «Скоморохов» — Александр Лерман, Юрий Шахназаров, Владимир Полонский.
Впоследствии Валерий Сауткин сотрудничал с «Весёлыми ребятами», «Араксом», «Круизом», «Самоцветами», Юрием Антоновым. Самым плодотворным было сотрудничество с «Круизом», для которого написано много песен («Крутится волчок», «Музыка Невы», «Послушай, человек» и др.). Познакомиться с музыкантами «Круиза» Сауткину посоветовал руководитель «Аракса» Сергей Рудницкий; только организовавшейся группе были предложены три рок-композиции, написанные поэтом в соавторстве с Владимиром Пресняковым-старшим. Эти песни были приняты и записаны; затем началось сочинение песен совместно с музыкантами группы.
На сайте группы «Круиз» утверждается, что хит «Крутится волчок» власти признали антисоциальным. Однако ещё в 1983 году с песни начиналась первая пластинка-сборник серии «Парад ансамблей». Вот слова этой песни:

Люблю волчок, забаву детства,

Его вращенья чародейство.

Не сомневаясь ни на йоту,

В движенье, думал я, живёт он.

Всё,

Всё очень просто,

Бешено, бешено, бешено

Кружит волчок.

Это сама природа

Наглядный даёт урок —

Крутится волчок.

Совместно с Владимиром Пресняковым-старшим Валерий Сауткин создал рок-оперу «Улица». Спектакль 1986 года, в котором участвовали Владимир Маркин, Сергей Минаев, Владимир Пресняков-младший, прошёл с аншлагом; рок-оперу записали в студии Московского театра имени Ленинского комсомола Сергей Рудницкий и звукорежиссёр Валерий Андреев. На фирме «Видеофильм» режиссёром Андреем Комаровым был снят игровой фильм «Улица» с фрагментами концертных видеосъёмок. Во время пожара материалы фильма были утрачены, сохранились только любительские копии. Была сделана и видеосъёмка спектакля, однако все материалы пропали. Правда, одну из арий (как песню «Горькое похмелье») впоследствии исполнила Кристина Орбакайте. Давняя запись рок-оперы вышла на компакт-диске только в 2014 году.
Вскоре Сауткин и Пресняков-старший написали вокальную сюиту «Гороскоп», в 1988 году выпущенную на пластинке фирмой «Мелодия». Песни от лица животных восточного календаря записали Алексей Глызин, Александр Градский, Александр Барыкин, Андрей Сапунов, Владимир Пресняков-младший, Игорь Николаев, Алла Пугачёва, Александр Кальянов, Сергей Минаев, Владимир Кузьмин, Кристина Орбакайте, Александр Нефёдов. Через год вышла вторая авторская пластинка Преснякова-старшего; половина песен была написана на стихи Сауткина. В 1989 году «Мелодия» выпустила пластинку хард-роковой группы «Джокер» с песнями на стихи В. Сауткина. В 1990 году вышла на пластинке рок-сюита Николая Парфенюка и Валерия Сауткина «Королевский гамбит».
Затем, и из-за изменившихся отношений между авторами и исполнителями, и из-за нежелания выполнять коммерческие заказы на тексты «ниже пояса» Валерий Сауткин перестал зарабатывать деньги рок-поэзией. В начале 1990-х он был главным редактором музыкального журнала «Рокада», который потом назвал одним из проектов, осуществлённых слишком рано. Тогда же у Сауткина возникла идея рок-оперы на библейскую тему «Предатель»; когда черновой вариант был сделан, к работе присоединился его старый друг, композитор Игорь Кларк. Опера «Иуда» уже закончена. Кинокомпания «Иван» (продюсер — А. Бондарев) осуществила демозапись рок-оперы в аудиоварианте. Написано и либретто для русской версии мюзикла Мишеля Леграна «Монте-Кристо».
Российская версия мюзикла Карела Свободы «Дракула» (с русским текстом либретто Валерия Сауткина) была поставлена в концертном зале Академии наук словацкой постановочной группой. Причиной того, что спектакль недолго продержался на сцене (всего 37 представлений), Сауткин считает «нежелание продюсерской группы заниматься рекламой и прокатом». Артисты не получили денег примерно за половину спектаклей; не был выплачен гонорар поэту. Но Сауткин надеется, что мюзикл снова будет поставлен.
Написано либретто оперы «Степан Разин»; нет пока музыки к нему. Сауткин также сочинил новое либретто оперы А. Н. Серова «Юдифь» (под названием «Юдифь и Олоферн»).
В интервью 2013 года Сауткин заявил, что написал текст песни Анатолия Алёшина «Шумят дожди», записанной «Араксом». Однако на диске «Raritet!» соавтором Алёшина в этой песне указан О. Жуков.
Скончался 20 декабря 2023 года на 81-м году жизни.

## Песни на стихи Сауткина
- «Мемуары» — «Кардиналы», «Скоморохи», «Аракс», «Весёлые ребята», Евгений Осин
- «Трава-мурава» — «Скоморохи», «Аракс», «Весёлые ребята», «Самоцветы»
- «Фортуна» (муз. В. Матецкого) — «Аракс», «Весёлые ребята»
- «Зеркало и шут» — «Самоцветы», Валерий Леонтьев
- «Удивительные кони» — «Самоцветы», Сергей Беликов
- «Счастливый случай» — «Весёлые ребята»
- «Песенка Чарли» (муз. Чарли Чаплина) — Николай Караченцов[16]
- «Рок-сорняк» (муз. Павла Овсянникова) — Александр Абдулов[17]
- «Скоморохи» — Александр Градский
- «Рядом со мной» — «Лейся, песня»
- «Понимаешь лишь с годами» — Юрий Антонов
- «Вот и всё» — Юрий Антонов
- «Знак Зодиака Тигр» — Алла Пугачева
- «Пока не кончен путь» — София Ротару
- «Дни» — «Круиз»
- «Крутится волчок» — «Круиз»
- «Безумцы» — «Круиз»
- «Средний человек» — «Круиз»
- «Бах» — «Круиз»
- «Попугай» — «Круиз»
- «Музыка Невы» — «Круиз»
- «Послушай, человек» — «Круиз»
- «Один красив, зато другой умён» — «Круиз»
- «Мираж» — «Круиз»
- «Не падай духом» — «Круиз»
- «Красная книга» — «Круиз» и Владимир Пресняков-младший
- «Гордая скала» — «Альфа»
- «Орёл» — «Альфа»
- «На любой вопрос дай ответ» — «Альфа»
- «Программа телепередач на завтра» (муз. Игоря Николаева) — Александр Барыкин
- «Звёздный мальчик» — Александр Барыкин
- «Иванушка» — Александр Буйнов
- «Белый снег» (муз. Владимира Преснякова) — Владимир Пресняков
- «Папа, ты сам был таким» — Владимир Пресняков
- «Девчонки куртизанки» — Владимир Пресняков
- «Аурика» — Алексей Глызин, Марк Винокуров
- «Портрет» — Татьяна Анциферова
- «Горькое похмелье» — Кристина Орбакайте
- «Ваньки-встаньки» — Михаил Евдокимов
- «Мало» (муз. Владимира Преснякова) — Филипп Киркоров
- «На островах любви» — Лада Дэнс
- «Се Ля Ви!» — Лада Дэнс
- «Павшим друзьям» — Николай Носков